# Jaakko Rahola
Jaakko Juhani Rahola (till 1906 Helenius), född 1 juni 1902 Mänttä, död 10 september 1973 i Helsingfors, var en finländsk fartygskonstruktör. Han var bror till Eero Rahola.
Rahola blev student 1920 och diplomingenjör 1925. Han studerade 1925–26 sjöstridsteknik vid Krigshögskolan och var 1925–33 anställd som skeppsbyggnadsingenjör vid örlogshamnen. Han var chef för konstruktionsbyrån vid staben för sjöstridskrafterna 1933–40, chef för dess skeppsbyggnadsbyrå 1940–44 och verkställande direktör för Statens skeppsdocka 1944.
Efter att ha blivit teknologie doktor 1940 var Rahola professor i skeppsbyggnadslära vid Tekniska högskolan i Helsingfors 1941–65, föreståndare för maskinbyggnadsavdelningen 1945–55 och högskolans rektor 1955–65. Han var därefter kanslichef vid handels- och industriministeriet 1965–69.
Rahola utgav verket The Judging of Stability of Ships (1939).  Han invaldes som ledamot av Akademin för tekniska vetenskaper 1957 och som utländsk ledamot av svenska Ingenjörsvetenskapsakademien 1958 samt var bland annat ordförande i Brändö villastads kommunalfullmäktige.